# Rosalie Dubois
Pour les articles homonymes, voir Dubois.
Rosalie Dubois, née Jeannine Raulo le 26 octobre 1932 à Neuilly-sur-Seine et morte le 15 décembre 2024 à Melun, est une chanteuse française.

## Biographie
À la fin des années 1950, Rosalie Dubois est étudiante en droit à Paris. Elle veut devenir avocate et finance ses études en travaillant dans la poissonnerie familiale, rue des Abbesses à Montmartre. Elle rencontre Mac Orlan et Bernard Dimey, deux auteurs de chansons.
En 1959, elle se présente au concours des « N°1 de demain » organisé par Europe 1 qu'elle remporte en interprétant Julie la Rousse de René-Louis Lafforgue. En 1960, elle remporte le « Coq d'Or de la chanson française » avec Parce qu'un air d'accordéon. Elle devient populaire avec Cherbourg avait raison. En 1961, son passage à Bobino est remarqué par Claude Sarraute.
En 1962, elle passe à l'Olympia en vedette américaine. La même année, elle interprète quatre chansons sur le thème de la Révolution française composées par Gino Negri pour le téléfilm italien I Giacobini.
La carrière de Rosalie Dubois est interrompue à la suite d'un grave accident, puis d'une longue dépression et de l'abus d'alcool. Elle revient sur scène qu'en 1968 à L'Échelle de Jacob, soutenue par la directrice Suzy Lebrun.
En 1970, elle passe à Bobino, en première partie de Fernand Raynaud.
Après sa rencontre avec Eugène Guillevic, elle sort un 33 tours comprenant douze de ses textes.
En 1978, pour rester indépendante, elle crée avec son mari Bernard Berger le label ABR qui produit entre autres cinq albums de chants révolutionnaires.
Elle fait plusieurs concerts à la Fête de l'Humanité entre 1978 et 1981 puis décide de mettre un terme à sa carrière en 1992. Elle enregistre néanmoins un nouvel album en 2019, dans lequel elle interprète notamment des textes de Pierre Mac Orlan,.

### Mort
Rosalie Dubois meurt le 15 décembre 2024 à Melun à l'âge de 92 ans.

## Discographie partielle
- Chants de révolte - 1796-1935 en 1978 -  Réédition 2008 - EPM France -Distribution Socadisc -  Prod. : ABR : R. Dubois

1 disque compact (1 h 07 min 24 s) - AAD + 1 brochure (15 p. avec le texte des chansons) - ASIN : B00166GMBI ;
- Chansons de maquis, de prisons, de camps en 1979 -  enregistrement réalisé pour le compte du Musée de la Résistance, Prod. : A.M.R. 1 ;
- Rosalie Dubois 50 titres d'or, d'amour et de révolte - compilation édité en 2009 sur 2 CD chez Marianne Mélodie ;
- Couleurs & vernis en 2019 chez EPM Musique.